# Apache Wave
Az Apache Wave, korábban Google Wave a Google által fejlesztett ingyenes online kommunikációs felület. A szolgáltatást 2009. május 27-én jelentette be a vállalat a Google I/O konferencián. A böngészőben futó, platformfüggetlen rendszer az e-mail, a chat, a wikik, valamint az azonnali üzenetküldő programok előnyeit kívánja ötvözni. A fejlesztés nyílt forráskódú, melyhez külső bővítmények (pl. automatikus fordító, helyesírás-ellenőrző) illeszthetőek. 2009 májusában a Google csupán néhány partnerének engedett hozzáférést, 100 ezer szerencsés érdeklődő számára 2009. szeptember 30-án nyitották meg a kapukat.
2010. május 19-én a Google I/O konferencián tették lehetővé mindenki számára, hogy használhassa a Wave-et.
2010. augusztus 4-én a Google bejelentette, hogy érdeklődés hiányában önálló termékként a Wave fejlesztését felfüggeszti, a weboldal továbbra is használható legalább 2010 végéig. A Google Wave-ben létrehozott Wave-ek 2012 januárjától „csak olvashatók” lettek, 2012. április 30-án pedig törlésre kerültek. A törlés előtt lehetőség volt a Wave-ek PDF formátumban történő exportálására, illetve teljes értékű áttételére a http://rizzoma.com/ szolgáltatásába.
A fejlesztést az Apache Software Foundation vette át, megkezdve egy szerveralapú termék, a Wave in a box (WIAB) elkészítését.

## Kompatibilis szerverek
A következő szerverek kompatibilisek a Google Wave protokollal:
- Kune,[11] egy ingyenes/nyílt forrású ismeretségi hálózati, együttműködési és webes publikálási platform, ami személyek helyett inkább a munkacsoportok és szervezetek igényeire fókuszál. Listákat, feladatokat, dokumentumokat, galériákat stb. tartalmaz, amik a wave-ekre épülnek.
- Novell Vibe, korábban Novell Pulse[12]
- PyOfWave, korábban PyGoWave Pythonban, Javascriptben és a legfrissebb HTML5-technológiákat felhasználva készülő egyéníthető, független Wave protokollt megvalósító szerver és kliens.[13]
- PyGoWave, a Wave protokoll kliensnek és szervernek az első nyílt forrású implementációja, ami a Google Wave nyílt forrásúvá tétele előtt jelent meg. Főként Pythonban írták. Nagyrészt elavult.[14][15]
- SAP StreamWork egy kollaborációs döntéssegítő szolgáltatás[16][17]
- WaveLook Server egy asztali klienssel integrált Wave protokoll szerinti szerver[18]